# Fédération socialiste de la Martinique
 (mai 2019).
 (mai 2019).
Si vous disposez d'ouvrages ou d'articles de référence ou si vous connaissez des sites web de qualité traitant du thème abordé ici, merci de compléter l'article en donnant les références utiles à sa vérifiabilité et en les liant à la section « Notes et références ».
La Fédération socialiste de la Martinique (FSM) est la fédération de Martinique du parti socialiste (PS).

## Histoire récente de la F.S.M
Béatrice Bellay est, depuis avril 2018, 1ère Secrétaire fédérale de la FSM et membre du Bureau national du Parti socialiste 
Frédéric Béret, conseiller municipal de La Trinité a été le 1er secrétaire fédéral de la FSM du 11 novembre 2012 à avril 2018
La FSM comptait  trois conseillers généraux (Frédéric Buval, Raphaël Vaugirard et un dissident, Georges Cléon), deux conseillères régionales (Marlène Lanoix et Patricia Telle) et un maire (Louis-Joseph Manscour).

## Histoire: de 1901 aux années 2000
1901 : Le socialisme est implanté en Martinique par Joseph Lagrosillière. Il fonde la 1ère fédération locale du Parti socialiste dans l'île. Un hebdomadaire, Le Prolétaire, est créé à Saint-Pierre dont le rédacteur en chef est Joseph Lagrosillière.
1910 : Joseph Lagrosillière est élu député dans la circonscription Nord. Il est également élu maire de Sainte-Marie.
1913 : Le 19 juillet, Joseph Lagrosillière démissionne du groupe parlementaire socialiste SFIO. Il reproche à ses collègues socialistes français de ne pas soutenir l'assimilation progressive des colonies.
1919 : Lors des élections Législatives, Joseph Lagrosillière conclu une alliance avec le "parti de l'usine" dont le chef de file est Fernand Clerc. Cette alliance Capital/Travail se concrétise par l'élection à la députation de Fernand Clerc dans le Nord et Joseph Lagrosillière dans le Sud. Jules Monnerot, Léopold Bissol, Juvénal Linval et Joseph Del, ses proches collaborateurs ne cautionnent pas ce pacte avec les capitalistes et fondent le groupe "Jean Jaurès". Joseph Lagrosillière est élu Président du Conseil général, fonction qu'il occupe jusqu'en 1939.
La fédération locale du Parti socialiste disparaît de la scène politique de 1913 à 1924, après la démission de Joseph Lagrosillière du Parti Socialiste de France
1924 : Renaissance officielle de la fédération socialiste de la Martinique.
1946 : Emmanuel Véry-Hermence, maire de Sainte-Marie, est élu député jusqu'en 1962.
1947 : Paul Symphor-Monplaise est élu président du Conseil général.
1948 : François Duval est élu président du Conseil général jusqu'en 1953.
1958 : Auguste Rejon, maire de Trinité est élu sénateur.
1957/1964 : Tertulien Robinel est président du Conseil général.
1959 : Paul Symphor-Monplaise, maire du Robert, est élu sénateur jusqu'en 1968.
Les années 1960 : La Fédération socialiste traverse une crise interne. De nombreux élus socialistes abandonnent la fédération pour rejoindre l'U.N.R. (la droite gaulliste et assimilationniste). C'est le cas de François Duval (maire du François),  Marc André (maire de Ducos), Joseph Pernock (maire du Lorrain) et Eugène Pierre-Charles (maire de Saint-Pierre). La fédération locale du Parti socialiste (ex S.F.I.O) après une période faste (l'après-guerre) tombe en léthargie.
1972 : Claude Lise et quelques militants socialistes fondent la F.S.M, la Fédération socialiste de Martinique.
1976 : Claude Lise fonde le Parti socialiste martiniquais qui fusionne en 1978 avec le Parti progressiste martiniquais.
1986 : Maurice Louis-Joseph-Dogué, maire de Ducos, est élu député de la circonscription Sud.
1990 : Scission au sein de la fédération socialiste. Le député Maurice Louis-Joseph-Dogué fonde le Parti martiniquais socialiste (PMS) avec Olga Delbois et Ernest Wan-Ajouhu, maires des Anses-d'Arlet et du François.
Jean Crusol est élu 1er secrétaire de la F.S.M.
1995 : Lors des municipales de juin, Raymond Occolier est élu maire du Vauclin et Louis-Joseph Manscour est réélu à Trinité. Le 19 juin 1995, décès de Casimir Branglidor, Maire de Trinité de 1971 à 1988 et conseiller général de 1973 à 1985.
1998 : La Fédération socialiste de la Martinique obtient trois sièges au Conseil régional.